# 野生堇菜
野生堇菜（学名：Viola arvensis）为菫菜科堇菜属下的一个种。

## 扩展阅读
- 維基物種上的相關：野生堇菜